# Bisdom Sandakan
Het bisdom Sandakan (Latijn: Dioecesis Sandakanana) is een rooms-katholiek bisdom met als zetel Sandakan, in Maleisië. Het bisdom is suffragaan aan het aartsbisdom Kota Kinabalu. 

## Geschiedenis
Het bisdom werd opgericht op 16 juli 2007, uit delen van het bisdom Kota Kinabalu, en was suffragaan aan het aartsbisdom Kuching. Op 23 mei 2008 veranderde het van kerkprovincie en werd suffragaan aan het nieuw verheven aartsbisdom Kota Kinabalu. 

## Parochies
Het bisdom had in 2022 een oppervlakte van 43.110 km2 en telde 1.270.881 inwoners waarvan 4,7% rooms-katholiek was.

## Bisschoppen
- Julius Dusin Gitom (16 juli 2007 - heden)

## Galerij van afbeeldingen

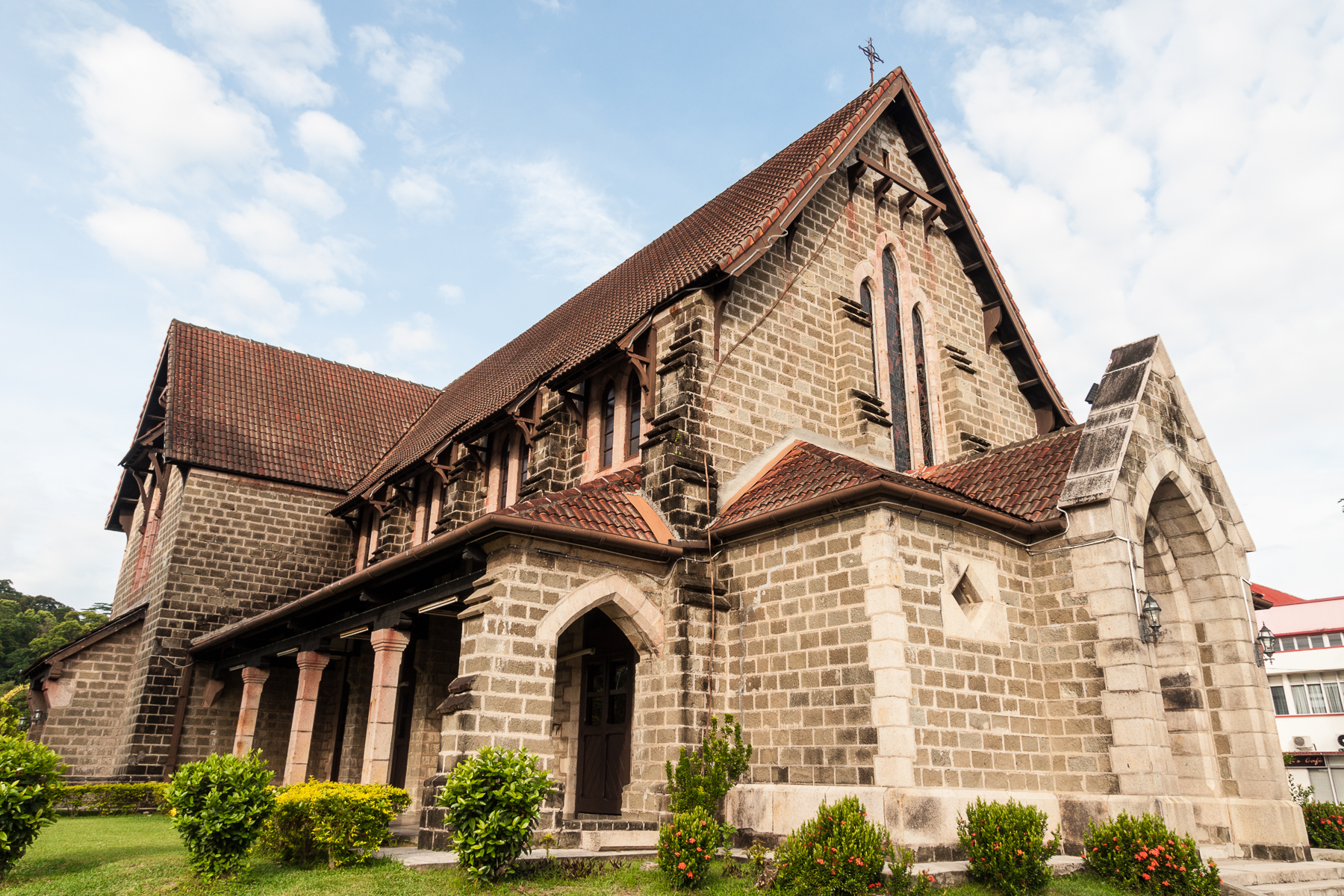
St. Michael-kerk in 2012, de oudste stenen kerk in Sabah